# 時代の霧
『時代の霧』（じだいのきり）は、竹田敏彦の長編小説であり、本作を原作として制作された日本の映画である。小説は『読売新聞』に、1937年（昭和12年）3月26日から11月7日に掛けて連載された（全225回）。連載時の挿絵は富永謙太郎。単行本は1939年（昭和14年）12月5日、大都書房より刊行された。

## あらすじ
うだつの上がらない保険勧誘員の風間 淳三は、銀座デパートの屋上庭園から望遠鏡で日課の「人間散歩」を行うことを日課にしていた。ある日、以前から幾度か目にしていた、令嬢らしき美しい女が、古ぼけた洋館の窓から望遠鏡で、自分のことを確かに見つめ返しているのを目撃する。女のいた洋館を探しに出た淳三は背後から女に肩を叩かれ、非常に友好的な態度で魅惑される。梅園春實と名乗ったその女は、時代に対する反動運動を行っている「オンブル聯盟」に、淳三を会員として招き入れる。
この一件ののち淳三は保険勧誘に身を入れるようになったが成績は上がらず、馘首寸前に追い込まれたため、好成績の社員に一口を譲ってもらい、麴町番町にある、大正レーヨン社長の駒井 愼藏邸を訪ねた。愼藏は折悪しく用事があり、その場で契約を取ることはできなかったが、そこへ出てきたのは春實だった。春實は愼藏の娘、駒井 春實であったのである。そこへ日本証券株式会社の岩城 己三雄と名乗る男が訪ねてきたが、春實は不可解な憎悪を己三雄へ向けるのだった。
淳三はこの日に春實から紹介された昭和綿糸の重役、松山 夏彦から保険契約を了承された。夏彦はかつて春實が××女学院の庭球部に属していたときのコーチで、愛し合った仲でもある男だった。今も駒沢のゴルフ場でよくプレイをする夏彦だったが、そこへキャデーとして通い、夏彦に気に入られている少年の光治は、淳三が学生時代から間借りをしている家の娘、鳥羽 靜子の弟であった。淳三とは恋仲でもある靜子は、2年前に父が急死し、銀座の貴金属商「唐牡丹」で売子をして稼いだ金と、キャデーをする弟の光治との稼ぎで、辛うじて暮していた。
出会って以来春實と親しくしていた淳三だったが、ある日突然、愼藏が脳溢血で倒れ、命は取り留めたものの、口が利けない状態となってしまった。この状況を利用して、己三雄は愼藏の妻である姉の欣子と結託して、愼藏の財産を奪い取ろうと動き出す。実は1928年（昭和3年）の春、大正レーヨンが苦境に追いつめられていた際、愼藏は日華商会の岩城捨吉に詐欺同然の行為を働いて苦境を凌いだことがあったが、捨吉は様々な恩のある愼藏へ文句は言えず、遂に不渡を出し、毒を呑んで自殺していた。その際に捨吉は遺書に、愼藏の行為を闇に葬る代りに二児、つまり己三雄と欣子を頼むとの言葉を残していた。この遺書を読んだ愼藏は、その枕辺で当時26歳の欣子に求婚し、その際に欣子が交換条件とした、己三雄を春實の婿養子にするとの要求も受け入れたのである。
父の復讐を果そうと、ともすれば遺言状を偽造しようとする岩城姉弟から財産を守るため、春實は淳三に助けを請う。淳三は保険会社をやめ、曖昧な言い訳を残して靜子の家をも出て行ったが、その行為は靜子の不安を煽った。そしてその後、靜子との待ち合せの約束までも、春實のために不意にしてしまう。靜子は悲しんだが、丁度その頃、光治に話を聞いた夏彦から、光治の学資を出そうかという連絡を受ける。靜子は夏彦を訪ねて彼の申し出について話し合い、その厚意と人格に心を打たれた。
一方で春實は岩城姉弟の罠に掛かって実印を盗まれ、更に淳三は己三雄の言動に激昂して小刀で怪我を負わせ、新聞沙汰にまでなってしまう。靜子は巣鴨の東京拘置所へ面会に行ったが、そこで同じく淳三との面会に来ていた春實と、偶然にも出会う。その日は淳三は二人とも面会を拒絶したので、二人は再び会う約束をし、連れ立って帰ることとなった。
一方で弁護士の松宮の企みにより、欣子は手に入れた印鑑を利用し、勝手に駒井家へ己三雄を養子として入籍させたと春實に告げる。いずれ駒井家にいられなくなるとの脅迫を受けた春實は、自ら家を出て市ヶ谷のアパートへ引越す。だが己三雄の手が迫ってきたためそこも出て、丁度空いていた靜子の家の二階に越すこととなる。また靜子も、春實が売りにきた宝石を欣子らに渡そうとした「唐牡丹」の店員を制止したために馘首され、二人は女工として同じ三谷町の軍需靴下工場に勤めることとなる。それを知った夏彦は、秘書として靜子を雇い入れることにした。しかし靜子はその口を春實に譲ろうとし、彼女を苦しめていると感じた春實は家を出る。
そんな中で、それまで愼藏が唖のふりをしていたことが発覚する。また春實が助けを求めた知人の笹本弁護士が、予め愼藏に渡されていた書類を突き出し、欣子が行った養子縁組が無効であることを明らかにする。松宮も笹本には敵わず、和解条件を呑む。
その後、靜子は夏彦の秘書として働くようになった。そこへ届いた春實からの手紙を、夏彦が靜子に見せる。そこには己三雄が証言を改めたことで、淳三も懲役2年に執行猶予のついた判決となったこと、春實は駒井家の跡を継ぎ、淳三と結婚することになった旨が記されていた。

## 登場人物
- 風間 淳三（かざま じゅんぞう） - 主人公。新興生命保険の保険勧誘員。
- 駒井 春實（こまい はるみ） - 大正レーヨンの社長である駒井 愼藏（こまい しんぞう）の令嬢。麴町区紀尾井町在住[2]。
- 鳥羽 靜子（とば しずこ） - 21歳、目黒区大原町在住[3]。小学生の弟の光治（こうじ）は松山夏彦のキャデーを務めている。
- 松山 夏彦（まつやま なつひこ） - 昭和綿糸の重役。春實が通う××女学院の出資者である松山俊景翁の孫であり、大学では庭球部のシングル名主として活躍したが、現在でも現役を凌ぐほどの活躍をしている。近年成績の振るわない女学院庭球部のためコーチとして招聘され、春實と知り合った。
- 岩城 己三雄（いわき きみお） - 既に亡き日華商会社長、岩城捨吉の長男。愼藏と結婚した姉の欣子（きんこ）と共に、駒井家の乗っ取りを企む。

## 映画
映画『時代の霧』は、『春實の卷』『靜子の卷』の前後篇で公開された。白黒の発声版トーキー映画で、『春實の卷』は1937年（昭和12年）11月4日に富士館、帝都座、神田日活館、渋谷日活館、麻布日活館で、『靜子の卷』は11月11日に富士館、帝都座、神田日活館で封切られた。
1937年（昭和12年）4月9日、『読売新聞』では原作の第14回目の連載と同時に、早くも「日活が独占映画化権を獲得」「清瀬英次郎監督が担当する筈」と報じられ、6月19日には俳優の募集広告が打たれている。この広告では「俳優適任者として当選された方は「時代の霧」に出演する外、尚希望に依り将来日活多摩川現代劇の俳優として相当の生活を保証致します」とされた。最終的に応募は858名に上り、女性12名、男性3名が入選した。
評価としては、『春實の卷』について滋野辰彦が「特に演出上の失敗と云ふほどの所はないのだが、白々しい場面が多くてやり切れん気がするのだ。役者のせいによることも多いけれど、上流社会の人間が、恐ろしく汚なく安つぽいのもその一例である。何よりも人物がすべて薄つぺらな人間に見える、それは例の如き通俗小説のお膳立からも来てゐるとは云へ、もう少し情感が画面に出なくてはならないのである」としている。
『靜子の卷』については友田純一郎が、「どう考へても馬鹿らしい粗筋だが、それを許容するならば、清瀬英次郎の演出は大ざつぱではあるが竹田敏彦の通俗小説を要領よく捌いてはゐる」「瀕死の主人をめぐつての遺産争奪戦が生活の実相を帯びないことがこの映画の根本的なつまらなさ」とし、「題名は『時代の霧』なぞと一応の近代感を表示してゐるが、内容は講談のお家騒動に洋服を着せたぐらひのところである」としている。

### スタッフ
- 原作：竹田敏彦
- 脚色：小国英雄
- 監督：清瀬英次郎
- 撮影：山崎安一郎
- 装置：榊原茂樹
- 録音：寺尾幸夫

### 出演者
- 風間淳三：井染四郎
- 鳥羽靜子：花柳小菊
- 駒井愼藏：高木永二
- 駒井春實：星玲子
- 岩城欣子：近松里子
- 松山夏彦：江川宇礼雄
- 岩城己三雄：中谷博樹
- 笹川弁護士[注 2]：小杉勇
- 山田（淳三の友）：宗方瑛樹
- 宮本（画家）：見明凡太郎
- 榊原（画家）：井上敏正
- 靜子の母：須藤恒子
- 鳥羽光治：飛田喜佐夫
- 保険会社外務主任：東勇路
- 田川（社員）：北龍二
- 唐牡丹番頭：竹石喬一
- 柳井凉子（唐牡丹社員）：北村まつ美
- 青葉道子（唐牡丹社員）：最上鮎子
- 松崎俊子（唐牡丹社員）：明石英子
- 松宮弁護士：上代勇吉
- 司法主任：金子春吉
- 巡査：西春彦
- 幹夫（鶴江の息子・大学生）：有馬英二
- 別荘番：寺井郁男
- 辰野先生：長尾敏之助
- 森（看護婦）：若原初子
- お秋（小間使）：風見章子
- おかね（婆や）：藤村昌子
- 大江（春實の友）：香月静枝
- 五條（春實の友）：松方絢子
- 梅園（春實の友）：不忍鏡子

（出典：）